# Caleb Konley
Mason Burnett (né le 30 août 1983 à Cartersville, Géorgie) est un catcheur américain connu sous le nom de ring de Caleb Konley. Il se fait connaitre à la Dragon Gate USA (DGUSA), l'Evolve et la Full Impact Pro (FIP) à partir de 2009 et remporte le championnat par équipe de la FIP avec Scott Reed, le championnat Open The United Gate de la DGUSA avec Anthony Nese et Trent Barreta et est l'actuel champion du monde poids-lourds de la FIP. Il est actuellement sous contrat avec la Total Nonstop Action Wrestling.

## Carrière

### Circuit Indépendant (2005-...)
Konley commence sa carrière en Géorgie à la Pro Wrestling Evolution le 17 septembre 2005 en utilisant le nom de ring de Black Pegasus et perd face à Bio-Hazard.
Il utilise ensuite son véritable nom et le 26 juillet 2007, il fait équipe avec Sal Rinauro (en) avec qui il devient champion par équipe de la Deep South Wrestling, cette fédération cesse se activités peu de temps après et leur règne prend fin le 11 octobre. Le 14 décembre, il remporte le championnat Ultra J de la Carolina Wrestling Association (CWA), une fédération de Caroline du Nord, après sa victoire sur Stoney Hooker (qui est alors champion) et Lee Valiant.
Son règne de champion Ultra J de la CWA se termine le 17 mai 2008 après sa défaite dans un match en cage face à Stoney Hooker. Le 27 juin, il fait équipe avec Brandon Phoenix avec qui il remporte le championnat par équipe de la Premiere Wrestling Showcase, une autre fédération de Caroline du Nord, après leur victoire sur BJ Hancock et Brice Anthony. Leur règne s'arrête le 28 février 2009 après leur défaite face à Kirby Mack et TJ Mack.
Le 2 mars 2018 lors de Wrestlefest XXII, il perd avec Joey Mercury contre Rey Mysterio et Flip Gordon.

### Full Impact Pro, Dragon Gate USA et Evolve Wrestling (2009-...)
Le 2 mai 2009, il affronte Francisco Ciatso pour son premier combat à la Full Impact Pro ; ce match se conclut sans vainqueur après les attaques de Kory Chavis sur Ciatso et Konley.
Lors d'Evolve 35, lui et Anthony Nese battent The Bravado Brothers et AR Fox et Rich Swann dans un Three Way Elimination Tag Team Match et remportent les Open The United Gate Championship. 
Ils perdent les titres le 18 avril 2015 contre Johnny Gargano et Rich Swann.

### Impact Wrestling (2016-2019)
Le 29 avril 2016, la Total Nonstop Action Wrestling (TNA) annonce que Konley vient de signer un contrat avec cette fédération de catch.
Le 8 mars 2018 lors de Crossroads, Trevor Lee et Caleb Conley perdent contre LAX (Santana & Ortiz) et ne remportent pas les Impact Tag Team Championship de ces derniers. Le 15 mars 2018 à Impact, il ne remporte pas le Feast or Fired match au profit de Eli Drake, EC3 et Petey Williams. Le 29 mars à Impact, il combat sous le déguisement de Suicide, perdant un fatal 4 way match au profit de Petey Williams, impliquant également Taiji Ishimori et Rohit Raju.
Le 6 avril lors de Impact Wrestling vs Lucha Underground, il perd un Six-Dance contre Matanza, impliquant également Moose, Matt Sydal, Jack Evans et Chavo Guerrero Jr. Le 12 avril à Impact, il perd avec KM et Trevor Lee contre Fallah Bahh, Tyrus et Richard Justice. 
Le 24 mai à Impact, il gagne avec Trevor Lee contre The Latin American Xchange,. Le 7 juin à Impact, il perd avec Trevor Lee contre Santana & Ortiz. Le 14 juin à Impact, il gagne avec Trevor Lee contre KM et Fallah Bahh.
Le 23 août à Impact, Trevor Lee & Caleb Konley veulent impressionner Eli Drake en battant deux jobbers mais ils sont pris par surprise et battus par ces derniers.
Le 13 septembre à Impact, Lee et Konley perdent contre les Lucha Brothers.
Le 18 janvier 2019 à Impact, Konley bat KM  par disqualification après que Brian Cage soit venu attaquer les deux hommes pendant le match.
Le 26 janvier 2019, son profil est déplacé vers la catégorie alumni.

### Retour à Impact Wrestling (2020-2022)
Le 8 septembre 2020, Konley a fait son retour à Impact sous le nom de Kaleb en faisant ses débuts avec un nouveau personnage de photographe personnel de Tenille Dashwood.

## Palmarès
- Carolina Wrestling Association (CWA)
  - 1 fois champion Ultra J de la CWA[25]

- Deep South Wrestling (DSW)
  - 1 fois champion par équipe de la DSW avec Sal Rinauro[4]

- Exodus Wrestling Alliance (EWA)
  - 1 fois champion poids-lourds junior de l'EWA[26]

- Dragon Gate USA
  - 1 fois champion Open the United avec Anthony Nese et Trent Barreta[27]
  - Six Man Tag Team Tournament (5 avril 2014) avec Anthony Nese et Trent Barreta[28]

- Full Impact Pro (FIP)
  - 1 fois champion du monde poids-lourds de la FIP (actuel)[29]
  - 1 fois champion par équipe de la FIP avec Scott Reed[30]

- Paragon Pro Wrestling (PPW)
  - 1 fois champion poids-lourds de la PPW[31]

- Pro Wrestling Showcase/Premiere Wrestling Xperience (PWS/PWX)
  - 1 fois champion par équipe de la PWS avec Brandon Phoenix[7]
  - 2 fois champion poids-lourds de la PWX[32]

- Pro Wrestling International (PWI)
  - 1 fois champion Ultra J de la PWI[25]

- West Coast Wrestling Connection (WCWC)
  - 1 fois champion par équipe de la WCWC avec Mikey O'Shea[33]
  - 1 fois champion Legacy de la WCWC[34]

- WrestleForce
  - 1 fois champion de la WrestleForce[35]

## Récompenses des magazines
- Pro Wrestling Illustrated (PWI)

| Année | 2012 | 2013 | 2014 | 2015 | 2016 | 2017 | 2018 |
| ----- | ---- | ---- | ---- | ---- | ---- | ---- | ---- |
| Rang  | 320  | 366  | 305  | 391  | 259  | 272  | 393  |

## Vie privée
Il est actuellement en couple avec la catcheuse de la All Elite Wrestling, Kris Statlander.